# Приют (Дніпровський район)
Прию́т — село в Україні, у Чумаківській сільській громаді Дніпровського району Дніпропетровської області. Населення за переписом 2001 року становить 441 особа.

## Географія
Село Приют знаходиться  у степовій зоні Придніпровської низовини на півночі Дніпропетровської області між річками Кільчень (3,5 км) та Чаплинка (5 км). Примикає до села Іванівка, на відстані 1 км розташовані села Новоспаське, Вишневе і Веселе. Через село протікає іригаційний канал.
Приют розташований на відстані 30 кілометрів від обласного центру.

## Історія
Поблизу села Приют розкопали п'ять курганів епохи бронзи (III-I тисячоліття до н. ери).
Село було засноване 1924 року переселенцями з довколишніх сіл Чаплинки, Петриківки, Першотравенки. Назва пов'язана з існуванням у цій місцевості поселення колишніх вихованців притулку (приюту) для сиріт німецьких колоністів. Їх називали приютчанами, а саме поселення «приютом». Згодом вони виїхали звідси, але назва місцевості залишилась. Тому нове село, засноване поблизу, теж назвали Приют.
В часи радянської влади тут була розміщена центральна садиба колгоспу ім. Чкалова.

## Сьогодення
У селі є школа, ФАП, будинок культури, бібліотека. Працюють декілька дрібних сільськогосподарських підприємств.

## Населення

### Мова
Розподіл населення за рідною мовою за даними перепису 2001 року:
| Мова                | Відсоток |
| ------------------- | -------- |
| українська          | 92,7 %   |
| російська           | 6,1 %    |
| інші/не визначилися | 1,2 %    |

## Поезія
Давно вже рідним став мені Приют,
Й остання моя гавань, мабуть, буде тут.
Майже пів віку я про нього вів нотатки,
Щоб краще знали рідний край нащадки.
Відомості з літописів, книжок й газет
Джерелами цих записів служили
І найголовніше джерело – це те,
Що розказали люди-старожили.
А кожному із нас завжди слід пам’ятати
Оці мудрі слова поета одного:
Хто свого минулого не знає,
Той не вартий і майбутнього свого.
Яценко Іван Михайлович